# Kabupaten de Nagekeo
Le kabupaten de Nagekeo, en indonésien Kabupaten Nagekeo, est un kabupaten de la province des petites îles de la Sonde orientales en Indonésie.

## Géographie
Il est composé d'une partie de l'île de Florès.

## Divisions administratives
Il est divisé en sept kecamatans :
- Mauponggo
- Keo Tengah
- Nangaroro
- Boawae
- Aesesa Selatan
- Aesesa
- Wolowae